# 산조리오 고개
산조리오 고개(San Jorio Pass)는 해발 2,012m 고로에서 레폰틴 알프스와 루가노 프레알프스 사이에 위치해 있다. 이 고개는 이탈리아 코모 지방의 가르제노와 스위스 티치노주의 카레나를 연결한다. 따라서 코모 호수 기슭과 벨린초나 주변의 티치노강 계곡 사이의 경로를 제공한다.
지금은 선로로만 지나갔지만, 과거에는 롬바르디아와 소프라체네리 땅을 연결하는 도로 중 하나로 전략적으로 중요한 통로였다. 15세기에 이 고개는 벨린초나 소유권을 놓고 벌이는 밀라노의 비스콘티 통치자들에 의해 이용되었다. 도로의 개보수는 코모의 상인들이 프란체스코 스포르차 공작에게 보낸 1465년 문서에 언급되어 있는데, 여기에는 모로비아 계곡의 광산에서 나온 식량, 소, 철의 운송이 언급되어 있다. 이 지역은 20세기 초와 제2차 세계 대전 중에 요새화되었다.
이탈리아 쪽의 고개 부근으로 도로가 연결되지만, 스위스 쪽은 하이킹로와 자전거 도로로만 제공된다. 고개 정상 부근에는 중세 교회와 3개의 피난소가 있다. 8월 첫 번째 일요일에 교회에서 종교의식이 거행되고, 길 위에서 민속 축제가 열린다.